# Eumela sellata
Eumela sellata är en insektsart som beskrevs av Ernst Friedrich Germar. Eumela sellata ingår i släktet Eumela och familjen hornstritar. Inga underarter finns listade i Catalogue of Life.